# Schrämer
Schrämer ist ein altes Wort für den Bergmann/Bergarbeiter und heute nicht mehr üblich; zu seinen Anfangsarbeiten beim Abbau von härterem Gestein gehört das sogenannte Schrämen. Damit wird das Hauen eines schmalen Schlitzes bezeichnet, den man Schram (m.) oder Schramm nennt.
Das entscheidende Werkzeug des Schrämers ist das sog. Schrämeisen. Beim Abbau von weicherem Material wie zum Beispiel Salz ist das Hauen eines Schrams nicht nötig, der Bergmann ist in diesem Falle also kein „Schrämer“ mehr. Wenn sich dagegen die Tätigkeit eines Hauers im Wesentlichen auf diese vorbereitende Arbeit beschränkt, wird er als Schrämhauer bezeichnet.